# Partit Demòcrata Centrista
El Partit Demòcrata Centrista (francès Parti Démocrate Centriste, PDC, kinyarwanda Ishyaka Riraranira Demokrasi Ihuza Abanyarwanda) és un partit polític de Ruanda.

## Història
El partit va ser establert com a "Partit Demòcratic Cristià" (Parti Démocratique Chrêtien) en 1991 per Jean-Népomuscène Nayinzira. Es va unir al govern al desembre de 1991 i va rebre un sol càrrec ministerial.
En la campanya per a les eleccions presidencials d'agost de 2003, el partit va ser prohibit com a conseqüència d'una prohibició constitucional sobre partits religiosos. El partit es va reconstituir com a Partit Democràtic Centrista a temps de presentar les eleccions parlamentàries de setembre de 2003, en què es va aliar amb el governamental Front Patriòtic Ruandès i va obtenir tres escons. El líder del PDC Alfred Mukezamfura va ser escollit portaveu de la Cambra de Diputats de Ruanda.
El partit va continuar la seva aliança amb el FPR per a les eleccions parlamentàries ruandeses de 2008, però es va reduir a un escó. El 2009 Agnès Mukabaranga va ser escollida líder del partit després de la retirada de Mukezamfura. Va tornar a formar part novament de l'aliança liderada per FPR a les eleccions parlamentàries ruandeses de 2013, en les quals va conservar el seu únic escó.